# 2012年印度寒潮
在2012年冬季於印度發生的寒潮導致該國北部和東部地區至少92人死亡。本次寒潮對印度數十萬名露宿者造成毀滅性影響。
大多數死者是居住在北方邦的露宿者和長者。其他北部和東部的邦，例如拉賈斯坦邦、旁遮普邦、哈里亞納邦、新德里、查謨和克什米爾邦、喜馬偕爾邦、中央邦、比哈爾邦和特里普拉邦也受到本次寒潮的影響。新德里也遭遇寒冷天氣，在聖誕節的氣溫降至7°C，新年後的氣溫更降至1°C。